# 사이클론 가필로
사이클론 가필로(Cyclone Gafilo)는 인도양 남서부에서 발생한 사이클론으로 이 지역에서 발생한 모든 사이클론 중 최강으로 여겨진다. 또한 가필로로 인한 마다가스카르의 피해가 극심했다.

## 사이클론의 진행

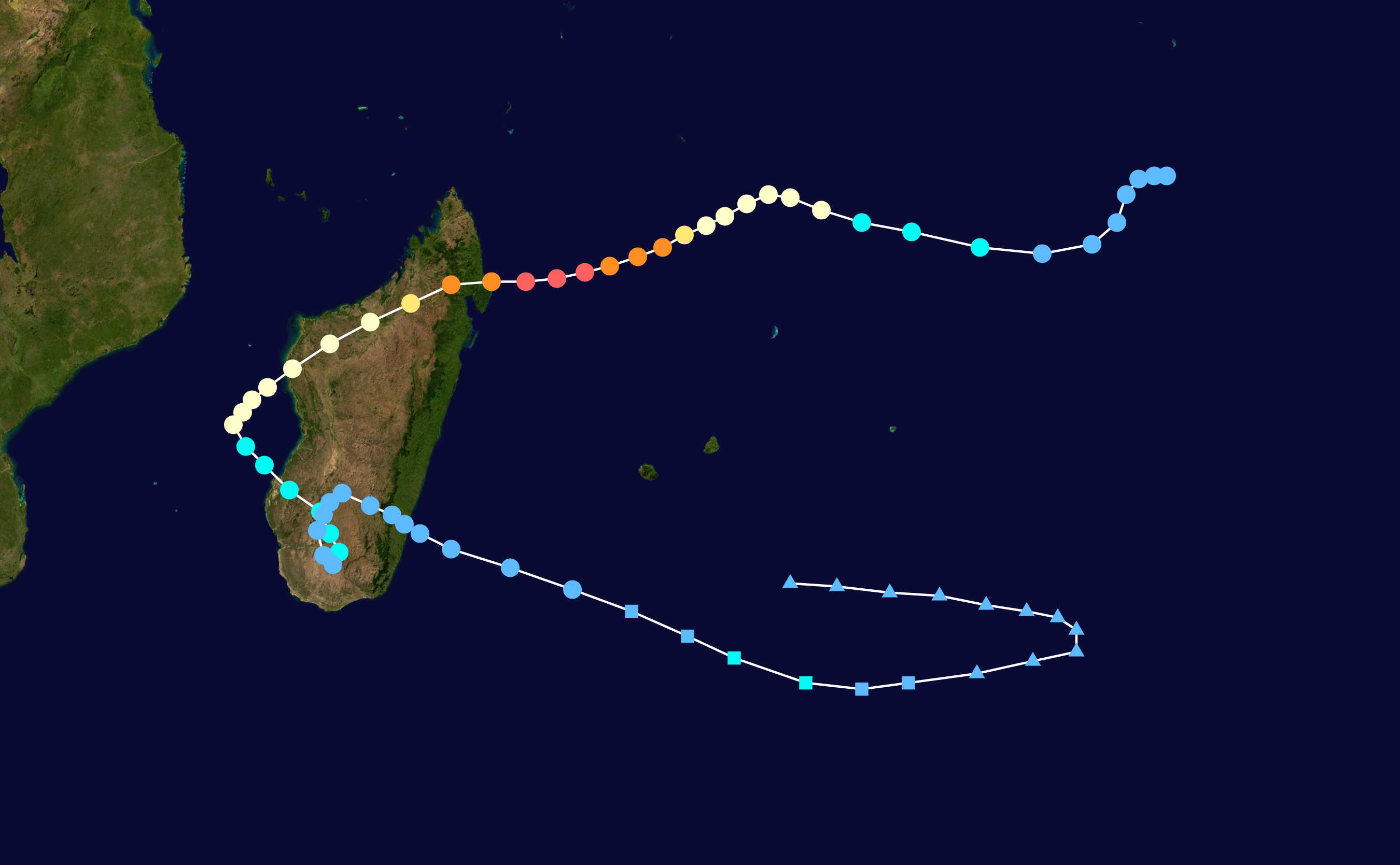
사이클론 가필로의 이동 경로

사이클론 가필로는 2004년 2월 29일, 차고스 제도의 가장 큰 섬인 디에고가르시아 섬 남쪽에서 열대요란에 의해 진행되기 시작했다. 이 열대요란, 열대요란 09호의 첫 경고령은 프랑스 기상청과 미국 합동태풍경보센터(JTWC)에 의해 내려졌다. 이 때, 열대요란은 서북서쪽으로 매우 빠르게 이동하고 있었다. 이후 급격하게 발달되어 다음 날에 열대폭풍 가필로라는 명칭을 부여받았다. 또한 발달 속도가 느려지기 시작했고 남쪽으로 진로를 바꾸어 이동했다. 3월 4일에 가필로는 사이클론으로 격상되었고 3월 5일에 풍속 230 km/h(145 mph)에 도달해 사피어-심슨 허리케인 등급 제4등급의 세력까지 강해졌다. 가필로는 서남서쪽으로 향하며 정확하게 마다가스카르를 향해 전진해나갔다. 3월 6일에는 중심기압이 895hPa까지 내려갔고 풍속 260 km/h(160 mph)까지 강해지면서 최성기를 맞이하였다. 이날 자정에 마다가스카르 북동부 해안에 사피어-심슨 허리케인 등급5등급에 해당하는 세력으로 상륙했다.
마다가스카르 섬에 상륙한 후, 가필로는 계속해서 남서쪽으로 이동했고 사피어-심슨 허리케인 등급 제1등급의 세력으로 모잠비크 해협에 진입하였다. 이후 계속 약해지던 가필로는 갑자기 방향을 남동쪽으로 바꾸었고 열대폭풍의 세력으로 마다가스카르 섬 남서부에 상륙하였다. 3월 11일에 가필로는 섬 남부에서 소멸하였고 나머지 잔해는 다시 인도양으로 빠져나갔다.

## 피해

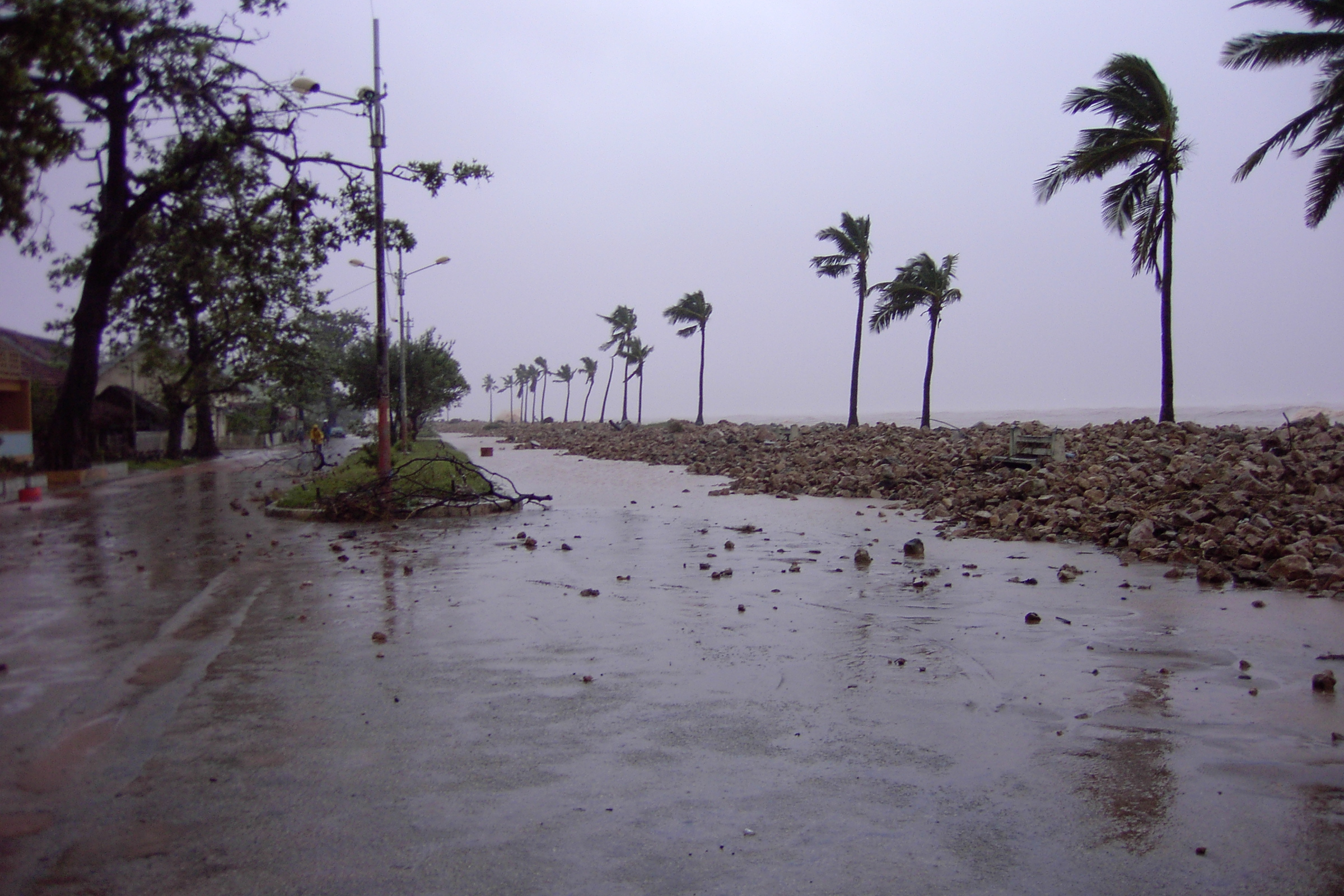
사이클론 가필로로 인한 마하장가의 피해

사이클론 가필로는 최성기를 맞이한 시기에 마다가스카르에 상륙해 이 나라에 상륙한 사이클론 중 가장 강했다. 상륙한 지역에는 300 km/h(185 mph)에 달하는 바람이 불었고 폭우도 함께 내렸다. 하지만 이토록 강한 세력임에도 불구하고 바람에 의한 피해는 상대적으로 적었다. 가필로로 인한 가장 큰 피해는 북부와 남서부 마다가스카르에서 강이 범람해 홍수가 난 것이었다. 총체적으로 섬 전체에서 172명이 숨졌고 879명이 부상당했다. 섬 북부에 위치한 마하장가의 항구에서 떨어진 바다에서 113명을 태운 여객선이 전복되면서 2명만이 구조되어 나머지 111명이 사망했다. 총 사망자는 합해 283명으로 크게 늘어났다.